# Newnhamia fenestrata
Newnhamia fenestrata är en kräftdjursart som beskrevs av King 1855. Newnhamia fenestrata ingår i släktet Newnhamia och familjen Notodromadidae. Inga underarter finns listade i Catalogue of Life.